# Coup de chance
Pour plus de détails, voir Fiche technique et Distribution.
Coup de chance est un thriller britannique écrit et réalisé par Woody Allen, sorti en 2023.
Ce 50e long métrage du réalisateur est son premier tourné en français. C'est le deuxième long métrage que le cinéaste tourne intégralement en France, après Minuit à Paris (2011), et le quatrième comprenant au moins une partie des scènes filmées en France, avec Tout le monde dit I love you (1996) et Magic in the Moonlight (2014).
Ce film marque aussi la sixième collaboration entre le cinéaste américain et le directeur de la photographie italien Vittorio Storaro. Tous deux avaient notamment collaboré sur les films Café Society (2016), Wonder Wheel (2017) et Un jour de pluie à New York (2019).

## Synopsis
Fanny et Jean ont tout ce qu'un couple idéal peut désirer. Épanouis dans leur vie professionnelle, ils vivent dans un magnifique appartement des beaux quartiers de Paris et semblent amoureux. Mais lorsque Fanny tombe sur Alain, un ancien ami du lycée, la situation se complique. Se revoir semble raviver de vieux sentiments. Alain, aujourd'hui écrivain, ne cache pas qu'il a toujours été amoureux d'elle. Parallèlement, lors des soirées mondaines de son mari, qui, dans son métier, « enrichit les gens déjà riches », elle commence à s'interroger sur ses motivations au profit.
Fanny et Alain se lancent brusquement dans une intense liaison extraconjugale, au point qu'elle semble déterminée à quitter son mari. Son mari se méfie des changements subtils dans sa personnalité et contacte des enquêteurs privés pour savoir si sa femme a un amant. Ses craintes confirmées, il décide d'engager deux malfaiteurs pour se débarrasser d'Alain.
Après son assassinat, Fanny, n'ayant plus de contact avec lui et trouvant son appartement vide, devient convaincue qu'Alain l'a abandonnée par manque d'intérêt. Elle se rapproche de son mari, avec qui elle envisage d'avoir un enfant.
Camille, la mère de Fanny, apprend cependant qu'un ancien collègue de Jean a été retrouvé mort dans des circonstances mystérieuses. Bien que l'affaire ait été qualifiée de suicide, elle reste méfiante. Même si sa fille ne la croit pas, Camille tente de la convaincre. Jean en prend conscience et décide que la mère de Fanny pourrait être une nouvelle victime afin de se protéger d'éventuels problèmes ultérieurs. Il organise alors un « accident » avec l'un des malfaiteurs lors de sa chasse habituelle en campagne.
Pendant que Camille et Jean partent dans les bois, Fanny doit rentrer à Paris pour apporter des médicaments à sa mère. En entrant dans l'appartement de son ex-amant, elle découvre un de ses manuscrits dans un tiroir, et comprend qu'il y a vraiment quelque chose d'étrange derrière cela, car Alain ne serait jamais reparti sans l'unique exemplaire de son livre encore inachevé. Dans les bois, désormais isolé, Jean prend son fusil et le pointe sur Camille, mais il est subitement abattu par un autre chasseur, qui l'a pris pour un animal.

## Fiche technique
Sauf indication contraire, les informations mentionnées dans cette section peuvent être confirmées par les bases de données cinématographiques IMDb et Allociné,  présentes dans la section « Liens externes ».
- Titre de travail : Wasp22[2]
- Titre original et français[3] : Coup de chance
- Réalisation et scénario : Woody Allen
- Photographie : Vittorio Storaro
- Montage : Alisa Lepselter
- Son : Jean-Marie Blondel[4]
- Décors : Véronique Melery
- Costumes : Sonia Grande
- Production : Letty Aronson, Erika Aronson
  - Coproduction : Helen Robin, Raphaël Benoliel
  - Production exécutive : Adam B. Stern
- Société de production : Gravier Productions
- Société de distribution : Metropolitan Filmexport (France)
- Pays de production :  Royaume-Uni
- Langue originale : français
- Format : couleur — 2,00:1
- Genre : comédie noire et thriller
- Durée : 96 minutes
- Dates de sortie :
  - Italie : 4 septembre 2023 (Mostra de Venise)[5]
  - France : 10 septembre 2023 (avant-première à Lyon)[6],[7] ; 27 septembre 2023 (sortie nationale)
  - Belgique, Suisse romande : 27 septembre 2023

## Distribution
- Lou de Laâge : Fanny Fournier
- Melvil Poupaud : Jean Fournier, le mari de Fanny
- Valérie Lemercier : Camille Moreau, la mère de Fanny
- Niels Schneider : Alain Aubert, ancien camarade de lycée de Fanny
- Grégory Gadebois : Henri Delany, détective privé
- Juliette Plumecocq-Mech : Joséphine, la détective privée
- Elsa Zylberstein : Caroline Blanc
- Guillaume de Tonquédec : Marcel Blanc
- Sara Martins : Chloé, l'amie de Fanny
- Yannick Choirat : Marc
- Anne Loiret : Delphine
- Arnaud Viard : Pierre
- William Nadylam : Charles, l'amoureux de Chloé
- Jeanne Bournaud : Linda
- Naidra Ayadi : Clarice
- Anna Laik : Marie
- Constance Dollé : Pauline
- Éric Frey : Bernard
- Christophe Kourotchkine : Claude
- Benoît Forgeard : André
- Philippe Uchan : Doug
- Sâm Mirhosseini : Dragos, un tueur à gages
- Isabelle de Hertogh : Charlotte
- Bruno Gouery : Gilles, le complotiste
- François Loriquet : un chasseur

## Production
Lors de la pandémie de Covid-19, alors qu'il s'apprête à sortir en librairie ses mémoires intitulés Soit dit en Passant, le cinéaste américain Woody Allen a l'idée de tourner un nouveau film à Paris. Il s'était déjà prêté à l'expérience lors de la préparation de Minuit à Paris, dix ans auparavant, avec pour têtes d'affiche Owen Wilson, Marion Cotillard, Carla Bruni et Rachel McAdams.
En 2020, à la suite des mauvais scores obtenus par son précédent long métrage Rifkin's Festival, des rumeurs circulent quant à un départ à la retraite du réalisateur new-yorkais. Ces rumeurs sont démenties par Woody Allen lui-même, même s'il déclare en juin 2022 que ce serait probablement son dernier film. Il annonce peu de temps après s'atteler à la préproduction de son cinquantième long métrage, dont le titre de travail est Wasp22 (pour Woody Allen secret project), avec une distribution intégralement composée d'acteurs français. Quelque temps plus tard, Valérie Lemercier ainsi que Melvil Poupaud sont annoncés au casting. Ils sont ensuite rejoints par Niels Schneider et Lou de Laâge.
En pleine promotion du film biographique sur Simone Veil, Simone, le voyage du siècle, Elsa Zylberstein annonce sa participation au film dans un communiqué à l'AFP. Fin septembre 2022, Guillaume de Tonquédec et Grégory Gadebois rejoignent la distribution.
Le tournage débute en octobre 2022 et se termine mi-novembre 2022.

## Sortie et accueil

### Festival
Coup de chance est présenté pour la première fois dans le cadre de la Mostra de Venise 2023, où il est sélectionné hors compétition.

### Accueil critique
En France, le site Allociné propose une moyenne de 2,7⁄5, d'après l'interprétation de 23 critiques de presse.